# Didelphodonta
Los didelfodontes (Didelphodonta) son un suborden de un orden extinto de mamíferos, el orden de los cimolestos. Surgieron en el periodo Cretácico, cuando los dinosaurios todavía eran numerosos en la Tierra, sobrevivieron a la extinción masiva del Cretácico-Paleógeno y todavía vivían en el Paleoceno. El integrante más famoso del grupo fue Cimolestes, que vivió en Norteamérica durante el Paleoceno y acabó siendo, quizá, el antepasado de todos los mamíferos carnívoros actuales, y posiblemente también los pangolines.

## Clasificación
- Suborden Didelphodonta
  - Familia Cimolestidae Marsh, 1889
    - Aboletylestes Russell, 1964
    - Batodon Marsh, 1892
    - Betonnia Williamson et al., 2011
    - Chacopterygus Williamson et al., 2011
    - Cimolestes Marsh, 1889
    - Didelphodus Cope, 1882
    - Maelestes Wible et al., 2007
    - Paleotomus Van Valen, 1967
    - Procerberus Sloan & Van Valen, 1965
    - Protentomodon Simpson, 1928
    - Puercolestes Reynolds, 1936
    - Tsaganius Russell & Dashzeveg, 1986